# Батлер, Пирс Мэйсон
Пирс Мэйсон Батлер (англ. Pierce Mason Butler; 11 апреля 1798 — 20 августа 1847) — американский военный и политик из Южной Каролины, который занимал пост губернатора штата с 1836 по 1828 год. Когда началась война с Мексикой, он возглавил пехотный полк, набранный в Южной Каролине («Полк Пальметто»), и участвовал в наступлении Скотта на Мехико. Батлер погиб 20 августа 1847 года во время сражения при Чурубуско.

### Статьи
- Miles S. Richards. Pierce Mason Butler: The South Carolina Years, 1830-1841 (англ.) // The South Carolina Historical Magazine. — South Carolina Historical Society, 1986. — Vol. 87, iss. 1. — P. 14—29.